# 獅子滾球
狮子滚球是一個成語，也是中國常見傳統吉祥圖案之一。
狮子滚球从源于南北朝的一项传统的民间体育活动舞狮演化而来：南北朝时，林邑王范阳迈二世趁中国内乱时攻打日南、九德等郡。宋文帝元嘉二十三年(公元466年)五月，南朝刘宋交州刺史檀和之奉旨伐林邑，林邑以士兵持着长矛骑在高大的象背上的象军应战。仅有短兵器的刘宋士兵开始连接敌都很困难，所以初战吃了大亏。中国民间传说刘宋军的先锋，振武将军宗悫后来想出办法：他说百兽都害怕狮子，大象大概也不会例外。于是连夜用面、麻等做成了许多假狮子，涂上五颜六色，又特别张大了嘴巴。每一个“狮子”由两个战士披架着，隐伏草丛中。他还在预定的战场周围，挖了不少又深又大的陷井。敌方象军来攻，宗悫放出假狮子，个个翻动着斗大的血口，张牙舞爪直奔大象。大象吓得掉头乱窜，宗悫又乘机指挥士兵万弩齐放，受惊的大象顿时没命地向四处奔跑，不少跌到陷井里，人和象俱被活捉。之后刘宋军中以舞狮庆祝，相约成俗。从此，舞狮首先在军队中流行，然后传到民间。。
狮子威严的外貌，在中国古代被视为法的拥护者。后来中国佛教于南朝因梁武帝兴盛，在佛教中狮子又是寺院等这些建筑的守护者，是释迦牟尼左臂侍文殊菩萨乘坐的神兽，由此更加奠定了狮子在中国传统文化中镇宅辟邪之地位。
后世民间舞狮时逐渐增加了舐毛、擦脚、搔痒、洗耳、朝拜、翻滚等动作，变凶猛为可爱，狮子就成了既能镇宅辟邪，又能送祥瑞的瑞兽。造成这种演变的原因是中国民间信仰认为雌雄二狮相戏时它们的毛缠在一起，滚儿成球的小狮子就由此而出（隐喻男女圆房时双方的阴毛接触），所以狮子乃生育繁衍之吉祥物。而绣球有吉祥喜庆，好事连连的寓意。因此旧时中国民间俗言：“狮子滚绣球，好事在后头。” 狮子滚绣球就寓意着消灾、驱邪、赶走一切灾难，而好事马上就要降临。